# Lynja
琳恩·山田·戴維斯（英語：Lynn Yamada Davis，1956年7月31日—2024年1月1日），網名Lynja，是一名美國名廚，因製作TikTok影片而知名。

## 早年生活和教育
Lynja於1956年7月31日出生於紐約市。她是第三代日裔美國人。她在紐澤西州李堡度過大部分青春時光，並就讀於李堡高中。她曾就讀於麻省理工學院，並於1977年獲得土木工程學位。在麻省理工學院就讀期間，她曾擔任《The Tech》學生報紙的主席。她曾受僱於政府，致力於確保聯邦建築的無障礙環境。之後，她又獲得哥倫比亞商學院的公共衛生和工商管理學位。
Lynja在AT&T實驗室工作了29年，擔任專案經理和系統工程師。

## TikTok影片
Lynja於2020年開始製作TikTok影片，當時她63歲。在2020年3月COVID-19大流行期間，她的小兒子蒂姆·戴維斯（Tim Davis）正在磨練自己的影片剪輯技能，而她創作影片的想法就來自於他。2020年起，他幫助拍攝和剪輯了Lynja的每部「Cooking With Lynja」影片。2022 年，「Cooking with Lynja」獲得第12屆美國網路電視大獎的最佳美食獎和最佳剪輯獎。
她經常與尼克·狄喬瓦尼合作，包括在2021年11月的一段影片中，他們打破了史上最大蛋糕棒的金氏世界紀錄，該蛋糕棒重44.24公斤。她還與狄喬瓦尼一起打破其他幾項紀錄，包括重達20.96公斤的世界最大雞塊和直徑長達2.15公尺的世界最大壽司捲。她入選了2023年富比世「50位50歲以上人士」榜單。她的粉絲被稱為「Lynja-turtles」

## 疾病和逝世
2019年，Linja被診斷出患有喉癌，這導致她的聲音改變。2021年，她又被診斷出罹患食道癌。2024年1月1日，她因食道癌併發症在河景醫療中心去世，享年67歲。她的兒子在社交媒體上發文宣布她的死訊，並分享她生前的照片和回憶。

## 個人生活
Linja住在紐澤西州霍姆德爾鎮區。她與漢克·斯坦伯格（Hank Steinberg）結婚，育有一女貝琪（Becky）。兩人離婚後，她與基斯·戴維斯（Keith Davis）結婚，並育有三個孩子：肖菲特（Shofet）、肖恩和提姆。